# Ultimax U-100

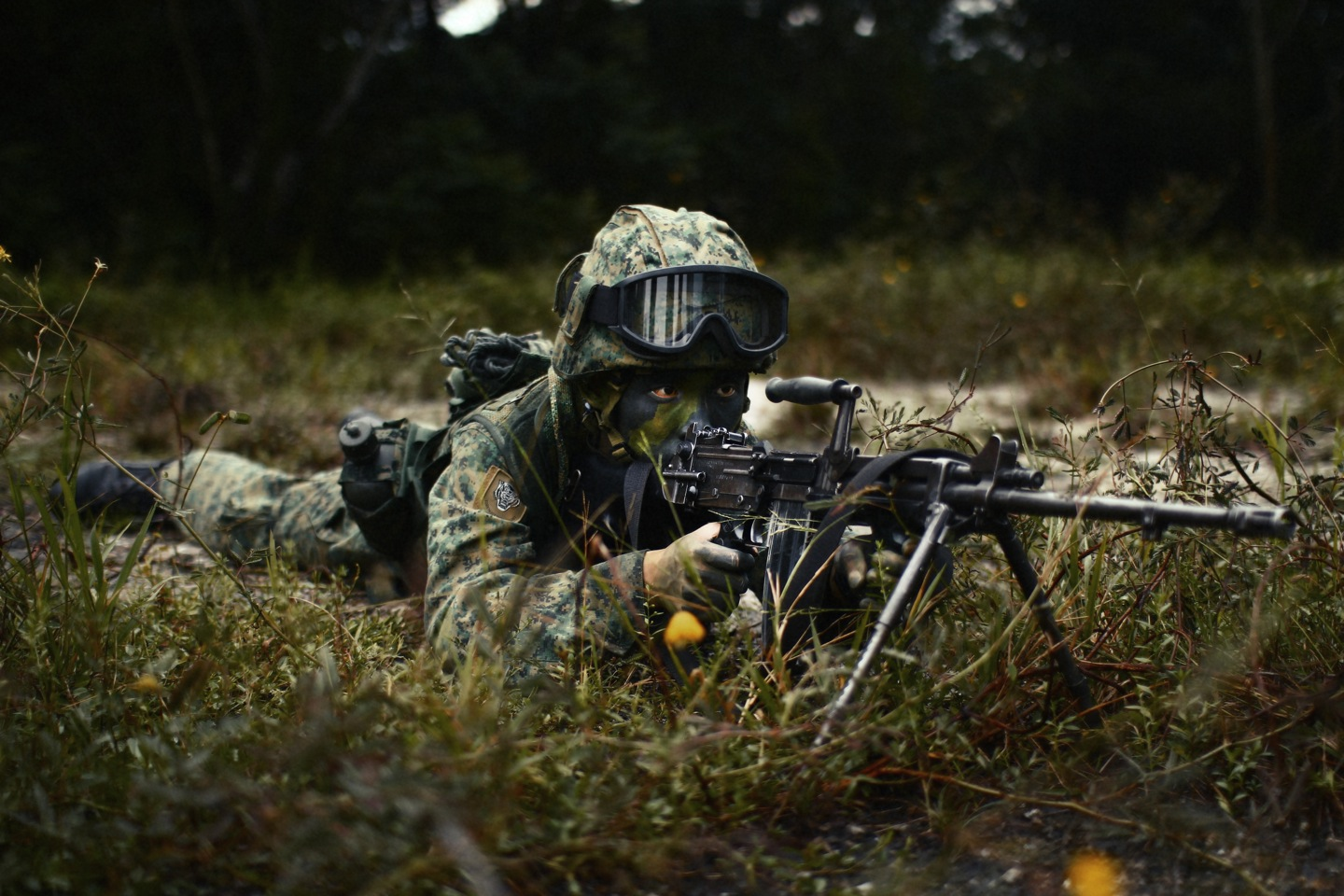
Soldado singapurense con una Ultimax-100 Mk 3A.

La Ultimax U-100 es una ametralladora ligera singapurense calibre 5,56 mm, desarrollada por Chartered Industries of Singapore (CIS, ahora llamada ST Kinetics) y un equipo de ingenieros bajo la guía del diseñador de armas de fuego estadounidense L. James Sullivan. El arma es muy precisa debido a su bajo retroceso.
El trabajo en una nueva ametralladora ligera para el Ejército de Singapur empezó en 1978. El arma es producida por CIS (actualmente STK; Singapore Technologies Kinetics), inicialmente como la Mark 1, luego la Mark 2 y actualmente la Mark 3 y Mark 4. La Ultimax 100 (también llamada U-100) es empleada en cantidades significativas por las Fuerzas Armadas de Singapur, Croacia y Filipinas.

## Diseño
La Ultimax 100, también conocida como "Ametralladora de escuadra", es un arma automática accionada por los gases del disparo (solamente puede disparar en modo automático) mediante un pistón de recorrido corto que es impulsado por estos tras ser desviados del cañón a través de una portilla en el bloque de gases. La Ultimax 100 tiene un cerrojo rotativo con 7 tetones de acerrojado y dispara a cerrojo abierto. El cerrojo contiene tanto una uña extractora accionada por un muelle y un eyector. La manija de amartillado está situada en el lado izquierdo del cajón de mecanismos y al no ser recíproca, se queda en su posición delantera al disparar. La Ultimax 100 dispara mediante percutor. La característica que le otorga su bajo retroceso (comparada con ametralladoras ligeras similares) es el principio de "retroceso constante". Su diseño en general permite al conjunto del portacerrojo retroceder sin impactar la parte posterior del cajón de mecanismos, en cambio, se detiene gradualmente a lo largo de su recorrido por la resistencia de los muelles recuperadores.
El retén del cargador consiste en dos pasadores puntiagudos situados en una barra, controlado por su botón. La ametralladora es alimentada desde un tambor propio de plástico con capacidad de 100 balas (los primeros modelos también empleaban tambores de 60 balas), o desde cargadores modificados de 20 o 30 balas del M16.
La Ultimax 100 emplea un seguro manual que consiste en una palanca instalada en el lado izquierdo del cajón de mecanismos (detrás del gatillo) con dos modos: "S" - el arma está asegurada y "F" - fuego automático.  Un seguro interno logrado a través de la adecuada distribución de piezas y mecanismos, evita los disparos prematuros. Esta ametralladora ligera también fue diseñada para montar una bayoneta similar a la del M16, así como miras ópticas diurnas o nocturnas. La forma de la Ultimax 100 es parecida a la del subfusil Thompson, especialmente por su empuñadura delantera.
Andrew Tillman, corresponsal de Jane's International Defence Review, fue invitado por ST Kinetics para participar en el Programa de Mejora de Producto (PMP, iniciado en 1989) para probar esta ametralladora, dijo tras escribir la reseña de la prueba: 

Este artículo empieza alabando a la Ultimax por su facilidad de control, que permite disparar con precisión. El comentario del experimentado líder de un equipo SEAL resalta la importancia de tener una ametralladora ligera precisa: "Los hombres reaccionan de dos formas cuando les disparas. Si solo les disparas, se pondrán a cubierto y dispararán, pero si empiezas a impactarlos, se retirarán."
Fuente:

Sin embargo, la amplia adopción de la ametralladora estuvo a punto de ser comprometida por su sistema de alimentación. La Ultimax 100 original solo podía emplear su tambor de 100 balas. Desafortunadamente, este era voluminoso. Además era difícil de recargar sin un aparato especial. La forma del tambor también ocupaba más espacio, en comparación con los cargadores de M16 o la caja portacintas de la FN Minimi que contenía una cinta de 200 balas. El tirador tampoco podía emplear cargadores de otros soldados que estaban armados con fusiles M16.
Por lo tanto, se modificaron los cargadores de M16 para poder emplearlos con la Ultimax 100 de serie. Esto se hizo al perforar dos agüeros en el labio izquierdo del cargador. Esto mejoró la utilidad del arma y permitió el empleo de cargadores en combate.
El sistema fue modificado para emplear solamente cargadores compatibles STANAG en la versión Mk 4, que fue enviada al concurso de Fusil automático de Infantería del Cuerpo de Marines de los Estados Unidos. Esto hizo que ya no se pudiese emplear el tambor original, por lo que el diseño era más un fusil automático que una ametralladora ligera. Esto se ha corregido en la última versión Mk 5, que puede emplear el tambor Beta C-Mag.

## Variantes
- Mark 1: Modelo con cañón de cambio rápido (de preproducción).

- Mark 2: Equipada con un cañón fijo.

- Mark 3: Con cañón de cambio rápido.[3] Actualmente la variante Mark 3 está disponible con cañones de diferente longitud, uno estándar y otro corto. El cañón corto está diseñado para su uso con paracaidistas y fuerzas especiales. También hay un cañón opcional de 270 mm para protección de VIP. En todas las versiones, el cañón tiene un apagallamas ranurado y un asa de transporte utilizada para transportar el arma y ayudar a retirarlo al momento de cambiarlo. La Ultimax Mark 3 tiene un regulador de gases con tres posiciones (los primeros modelos tenían una válvula de gas con cinco posiciones) que permite controlar la cadencia de disparo y facilitar su empleo en diversas condiciones ambientales.[3][7] El regulador de gases es habitualmente ajustado antes de emplearla. Cuando se reduce su cadencia debido a la suciedad, se puede aumentar el paso de gases al girar dos veces la válvula con la herramienta del arma. Tiene un pistolete estándar, una empuñadura vertical integrada en el guardamanos y una culata desmontable. Su poco retroceso permite emplear eficazmente el arma sin la culata, usando solo el pistolete y la empuñadura frontal para sostenerla y apuntarla. El bípode ajustable tiene un mecanismo de ajuste de altura y está fijado a los guardamanos del arma, proporcionando estabilidad en un papel de disparos sostenidos. El bípode ajustable tiene un mecanismo para ajustar su altura y está acoplado al guardamano, ofreciendo estabilidad al emplear el arma para fuego de apoyo. Se desmonta rápidamente y se puede montar o retirar sin usar herramientas. La Ultimax 100 tiene un alza dióptrica (ajustada hasta 1.200 m, con incrementos de 100 m) situada sobre una escala deslizante y un punto de mira protegido por dos orejetas. El arma incorpora en su diseño piezas de chapa de acero estampada y componentes sintéticos. El tambor, la culata, el pistolete y el guardamanos con empuñadura vertical están hechos de un polímero resistente a los impactos.[7][8][9] La Mark 3 puede disparar tanto el cartucho estadounidense 5,56 x 45 OTAN M193 (equipada con un cañón con tasa de rotación de 305 mm) como el belga 5,56 x 45 OTAN SS109/M855 (equipada con un cañón con tasa de rotación de 178 mm) más pesado.[9]

- Mark 4: Desarrollada para el programa del Fusil automático de Infantería del Cuerpo de Marines de los Estados Unidos,[3] con la adición de un nuevo selector de fuego.[8] Los Marines no eligieron a la Ultimax.

- Mark 5: Variante actualizada de la Mark 4 con una culata plegable, rieles Picatinny y brocal de cargador STANAG 4179 del M16, que acepta cargadores de 30 balas y el tambor doble Beta C-Mag de 100 balas.[10]

STK también desarrolló una variante del arma para montarse en vehículos, para emplearse en el Bronco All Terrain Tracked Carrier y en el Vehículo ligero de asalto Spider.

## Usuarios
- Bosnia y Herzegovina[13]
- Brunéi: Fue adoptada para reemplazar al Colt M16 HB.[14]
- Croacia[7]
- Chile : Cuerpo de Infantería de Marina de la Armada de Chile. Están siendo reemplazadas por la HK MG4.[15]
- Eslovenia[16]
- Filipinas[4][16]
- Indonesia: Empleada por el Grupo de Buzos Tácticos Komando Pasukan Katak (Kopaska) y el Grupo de Fuerzas Especiales Komando Pasukan Khusus (Kopassus).[17]
- Marruecos[18]
- Perú[16]
- Singapur: Encargada por el Ejército de Singapur en 1982.[3][19][20]
- Tailandia[4]
- Zimbabue[16]